# Carter (film 2022)
Carter (Kateo) è un film del 2022 diretto da Byeong-gil Jeong.

## Trama
Nel bel mezzo di una pandemia mortale causata da un virus che rende i pazienti infetti violenti e simili a zombie, che ha origine nella DMZ e che ha già devastato gli Stati Uniti e la Corea del Nord, un uomo si sveglia in un letto intriso di sangue in una stanza di motel a Seoul con una cicatrice a forma di croce sulla parte posteriore della testa. Gli agenti della CIA arrivano e gli chiedono di rivelare la posizione del dottor Jung Byung-ho. Senza ricordi del suo passato, l'uomo non conosce la sua identità o quella del dottor Jung. Una voce femminile all'interno del suo orecchio gli dice che il suo nome è Carter e che deve accettare le sue indicazioni se vuole vivere.
Seguendo le istruzioni della voce femminile, Carter fugge dalla stanza ed entra in un bagno pubblico dove quasi un centinaio di gangster lo attaccano e cercano di ucciderlo, ma Carter sopravvive al loro assalto con le sue letali abilità di combattimento. All'interno di un furgone di agenti NIS, la voce femminile si rivela essere Han Jung-hee che lavora per il Partito Laburista della Corea del Nord, che ha collaborato con la Corea del Sud per creare un trattamento per il virus. Il dottor Jung Byung-ho, che ha curato con successo sua figlia infetta Ha-na, guida il progetto utilizzando uno dei suoi anticorpi. Sulla strada per un laboratorio in Corea del Nord, Ha-na è scomparso ed è stato presumibilmente rapito dalla CIA.
La missione di Carter è quella di salvare Ha-na e riportarla nella struttura nordcoreana dove è in corso la produzione di un vaccino. Quando gli viene chiesto della sua identità e del suo coinvolgimento in questa missione, a Carter viene detto che è un cittadino sudcoreano naturalizzato della Corea del Nord che ha deciso di prendere parte alla missione per salvare la propria figlia infetta, ma gli agenti della CIA lo avvicinano e affermano che in realtà è un'ex spia di nome Michael Bane che si credeva fosse morto durante una missione in Siria. Dopo una serie di combattimenti, Carter riesce ad arrivare in Corea del Nord con Ha-na dove incontrano Han Jung-hee e il suo superiore, il generale nordcoreano Kim Jong-hyeok.
Prima che Carter possa completare la sua missione e riavere i suoi ricordi, il generale Kim tradisce Jung-hee e Carter per lanciare un colpo di stato militare contro il governo nordcoreano. Mentre Ha-na è prigioniera delle forze di Kim e Kim lavora per convincere Jung-hee a unirsi al colpo di stato, Carter fugge dai soldati incaricati di ucciderlo e segue Kim e Jung-hee in una struttura biomedica dove Ha-na alloggia, riunendosi con suo padre, il dottor Jung. Carter scopre che Jung-hee è sua moglie e spara a Kim che minaccia Jung-hee con una pistola. Nella stessa struttura, incontrano la loro figlia infetta Yoon-hee che si comporta in modo violento e attacca Jung-hee. Il dottor Jung inietta a Yoon-hee un antidoto che la rende temporaneamente incosciente. Dopo aver combattuto contro i pazienti infetti e i soldati di Kim, fuggono dalla struttura su una jeep.
Carter, Jung-hee, Yoon-hee, il dottor Jung e Ha-na sperano di prendere un treno gestito dal governo cinese, che trasporta le persone infette a Dandong. Lungo la strada, Jung-hee e il dottor Jung ripristinano i ricordi di Carter attivando un dispositivo impiantato nella parte posteriore della sua testa. Carter ricorda di aver accettato questa missione in cambio della libertà della sua famiglia e di aver suggerito di bloccare i suoi ricordi per assicurarsi di non poter tradire la Corea del Nord. Dopo un inseguimento e un combattimento con le forze di Kim, i cinque riescono finalmente a salire a bordo del treno cinese. Yoon-hee si sveglia, apparentemente guarito dalla malattia. Mentre il treno sta attraversando un ponte, si verifica l'esplosione di una bomba che fa cadere il treno.

## Distribuzione
Il film è stato distribuito sulla piattaforma Netflix a partire dal 05 agosto 2022.